# Бакхорн (Калифорнија)
Бакхорн (енгл. Buckhorn) насељено је место без административног статуса у америчкој савезној држави Калифорнија.

## Демографија
По попису из 2010. године број становника је 2.429.
| Група             | 2000.    | 2010.         |
| Белци             | 0 (0,0%) | 2.153 (88,6%) |
| Афроамериканци    | 0 (0,0%) | 9 (0,4%)      |
| Азијати           | 0 (0,0%) | 25 (1,0%)     |
| Хиспаноамериканци | 0 (0,0%) | 168 (6,9%)    |
| Укупно            | 0        | 2.429         |